# Eric Johnson (gitarist)
Eric Johnson (Austin (Texas), 17 augustus 1954) is een Amerikaanse gitarist en componist. Hij is bekend om zijn instrumentale rock, waar hij regelmatig jazz, fusion, New Age, en Country & Western samenbrengt.
Hij heeft een distinctieve stijl, waarin hij vaak arpeggio's gebruikt in afwisseling met een haast onnatuurlijk gebruik van de pentatonische toonladder. In 1987 werd hij genomineerd voor een Grammy Award voor zijn album Tones. Cliffs of Dover uit zijn album Ah Via Musicom werd bekroond met een Grammy, dit in 1992. Typerend is ook dat hij slaggitaarpartijen door een helder klinkende Fender-versterker speelt terwijl hij zijn solo’s door een donker klinkende Marshall "plexi" speelt. Dat laatste geluid is sterk geïnspireerd Eric Clapton’s "woman tone" (Blues Breakers en Cream periode).

## Solo-albums
- Seven Worlds (1978, heruitgave 1998)
- Tones (1986)
- Ah Via Musicom (1990)
- Venus Isle (1996)
- Souvenir (2002)
- Bloom (2005)
- Up Close(2010)

## Overige albums
- The Electromagnets (1975, The Electromagnets)
- Christopher Cross (1979, Christopher Cross)
- G3 Tour Live in Concert (1997, Joe Satriani, Steve Vai, Eric Johnson)
- Live and Beyond (2000, Alien Love Child)